# La Cortinada
La Cortinada es un núcleo de población de Andorra, perteneciente a la parroquia de Ordino.

## Geografía
Está situado a 1335 m s. n. m., a orillas de la ribera de Ordino, entre Arans y Ansalonga.
En el año 2015 tenía 809 habitantes.

## Patrimonio
En este lugar está la iglesia de San Martín de la Cortinada, de estilo románico.